# Warionia saharae
Warionia saharae là một loài thực vật có hoa trong họ Cúc. Loài này được Benthem ex Benth. & Coss. miêu tả khoa học đầu tiên.